# Venusia cambricata
Venusia cambricata là một loài bướm đêm trong họ Geometridae.